# Зугрес
Зугре́с — місто Харцизької міської громади Донецького району Донецькій області, Україна. Розташоване на річці Кринка. Належить до Донецької агломерації.

## Географія
Місто Зугрес розташоване в центрально-східній частині Донецької області на кам'янистих схилах лівого берега річки Кринка в оточенні пагорбів Донецького кряжу. Рельєф місцевості сильно порізаний ярами і балками. При будівництві в 30-х роках XX століття електростанції ЗуГРЕС низина Кринки в технологічних цілях була перегороджена дамбою, внаслідок чого утворилося Зуївське водосховище. На лівому березі цього водосховища і розташовується Зугрес. Площа міста 13,5 км².

## Історія

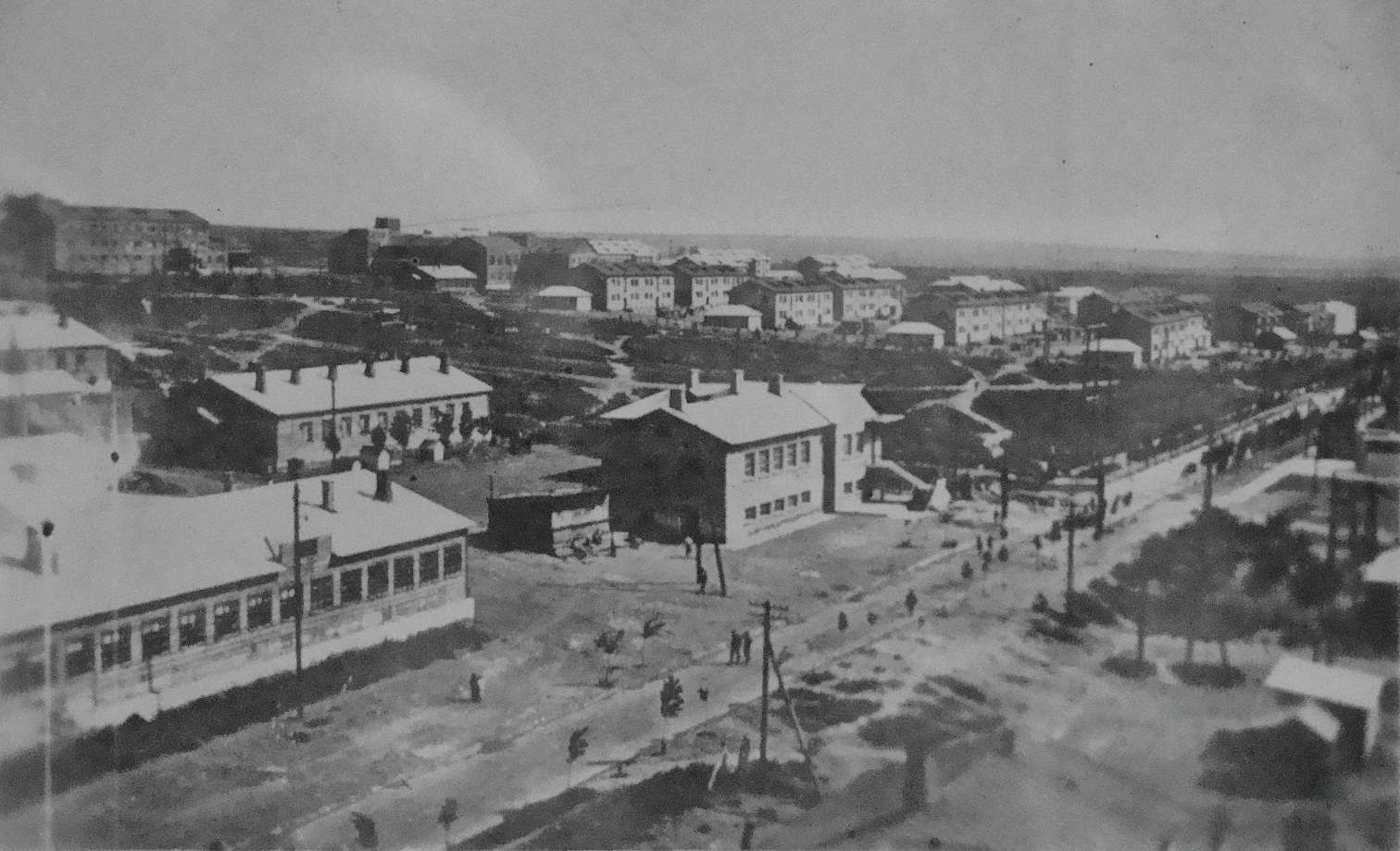
Кам'яне містечко —
перший мікрорайон міста. 30-ті роки.

Засноване у 1929—1932 роках на місці хутора Дубівка у зв'язку з будівництвом біля селища Зуївка Зуївської ДРЕС. У 1938 році Зугрес отримав статус міста районного підпорядкування.

## Російсько-українська війна
13 серпня 2014 року в Зугресі під обстріл потрапили приватні будинки на вул. Чапаєва та міський пляж на березі річки Кринки. На місці загинуло 13 осіб, серед них троє дітей, пізніше в лікарнях померли ще 6 осіб.
16 вересня російські військовики та посіпаки-терористи стягують танки в місто та обстрілюють з мінометів житлові квартали, за 15 вересня загинуло троє жителів Зугреса.
7 жовтня 2014 біля міського Палацу Культури до стовпа було прив'язано полоненого 53-річного українця Ігоря Кожому , над яким кілька годин знущалися місцеві сепаратисти, що знайшло відображення у фільмі Донбас.
4 жовтня 2014-го двоє дітей загинули від вибуху снаряда через необережне поводження.
В перших числах січня 2015 року група «Інформаційний спротив» повідомляє, що у район Зугреса прибули підрозділи найманців з території РФ — загальною чисельністю близько 120 чоловік, називають себе «добровольцями — колишніми співробітниками МВС Чечні». Дмитро Тимчук, «ІС»: "Насправді підрозділ укомплектовано співробітниками поліції Чечні (ППСП ім. Ахмада Кадирова), які наприкінці грудня минулого року, у ході шоу на стадіоні в Грозному, підписали рапорти на ім'я міністра внутрішніх справ Чечні Р. Алханова про те, що «готові виконати будь-який наказ Верховного Головнокомандувача — Президента Російської Федерації В. В. Путіна, міністра внутрішніх справ Росії В. А. Колокольцева і Глави Чеченської Республіки Р. А. Кадирова щодо захисту інтересів Російської Федерації в будь-якій точці світу».

## Відомі люди
- Карпенко Олександр Борисович — солдат ЗСУ, учасник російсько-української війни 2014—2015 років.
- Варга Наталія Володимирівна (нар. 26.06.1987) - відома українська скрипалька.

## Населення
На 2001 рік у місті проживало 19 859 осіб. У 2013 році налічувалося 18,6 тис. мешканців.

### Національний склад
Національний склад населення за даними перепису 2001 року:
| Національність  | Відсоток |
| --------------- | -------- |
| росіяни         | 51,94%   |
| українці        | 45,24%   |
| білоруси        | 0,74%    |
| греки           | 0,40%    |
| вірмени         | 0,25%    |
| грузини         | 0,24%    |
| татари          | 0,17%    |
| молдовани       | 0,16%    |
| інші/не вказали | 0,86%    |

### Мовний склад
Рідна мова населення за даними перепису 2001 року:
| Мова            | Чисельність, осіб | Відсоток |
| --------------- | ----------------- | -------- |
| Російська       | 17 008            | 85,42%   |
| Українська      | 2 820             | 14,16%   |
| Білоруська      | 18                | 0,09%    |
| Вірменська      | 3                 | 0,02%    |
| Циганська       | 2                 | 0,01%    |
| Інші/Не вказали | 59                | 0,30%    |
| Разом           | 19 910            | 100%     |

За даними перепису 2001 року, населення міста становило 19 910 осіб, із них 14,16 % зазначили рідною мову українську, 85,42 % — російську, 0,09 % — білоруську, 0,03 % — грецьку, 0,02 % — вірменську та молдовську, 0,01 % — циганську, німецьку та польську мови.

## Економіка
Зуївська ТЕС (теплоелектростанція — колишня ЗуДРЕС) і ЗуДРЕС-2 (проєктна, потужністю у 2,4 млн кВт). «Донбасенергоспецремонт». ЗЕМЗ (Зуївський енергомеханічний завод) (планується розмістити виробництво ферованадію потужністю 1000 тонн на рік, споживачами яких стануть українські металургійні комбінати).

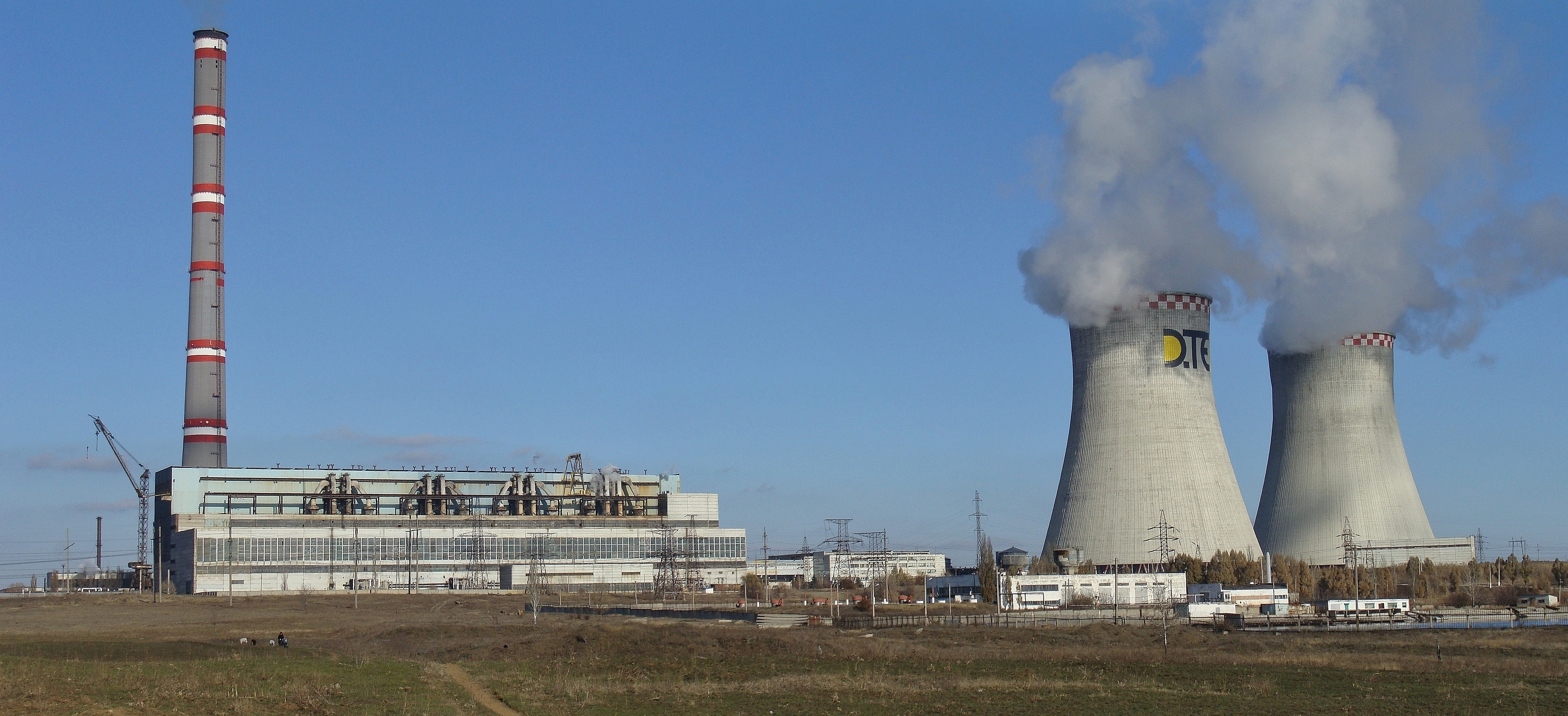
Зуївська ТЕС
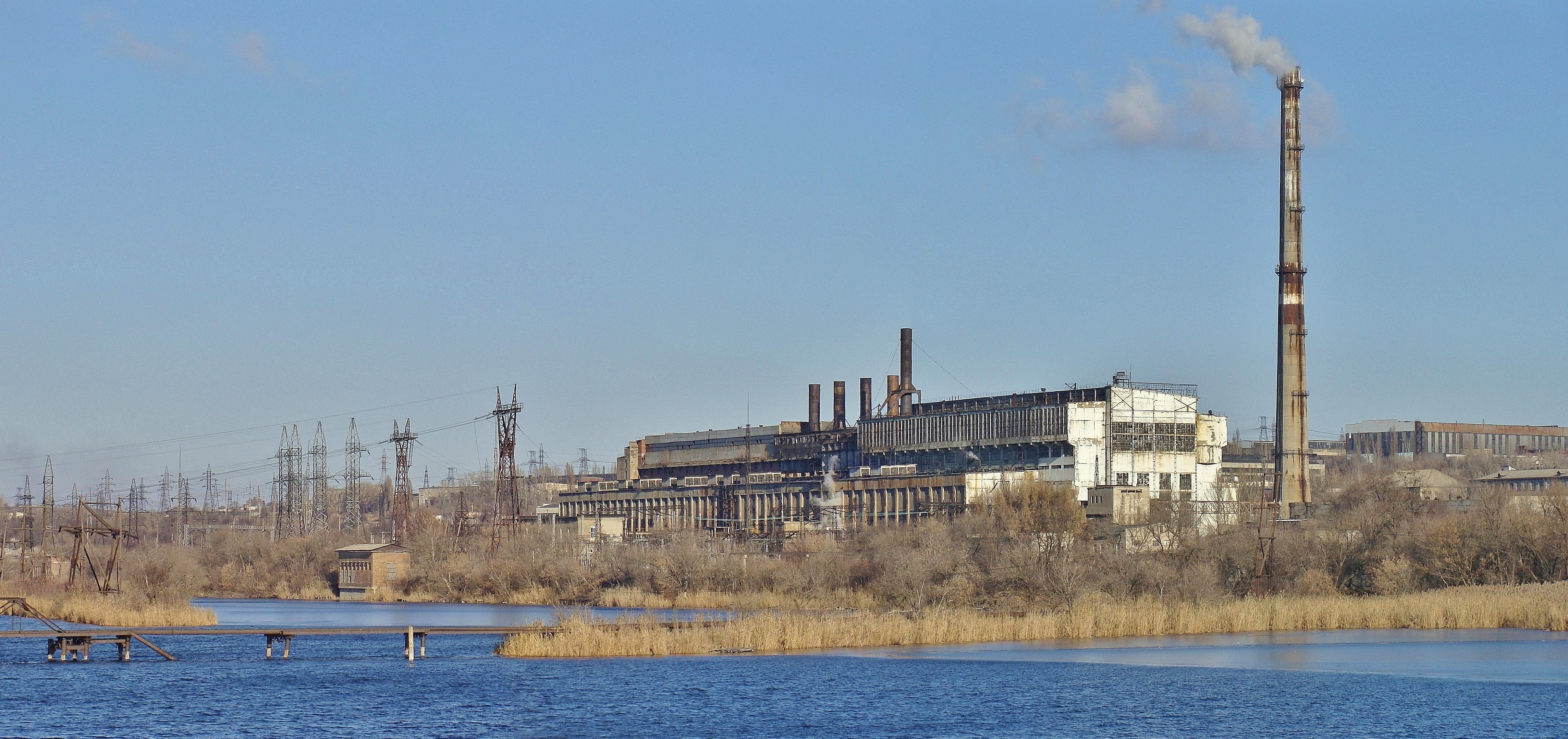
Зуївська ЕТЕС